# Demon City Shinjuku
«Синдзюку — город-ад» (яп. 魔界都市 (新宿) Макаи Тоси Синдзюку, Demon City Shinjuku), также Monster City — роман японского писателя Хидэюки Кикути в жанре ужасов, опубликованный издательством Asahi Sonorama в 1982 году. Это первый роман писателя. В 1988 году по сюжету книги было снято одноимённое аниме в формате OVA, также известное под названием Monster City. Некоторые сцены из вступительной заставки были впоследствии использованы в фильме «Джонни-мнемоник». В 1999 году вышла одноимённая ролевая игра.

## Список томов
- 1982 год: Demon City Shinjuku (яп. 魔界都市〈新宿〉 «Синдзюку — город-ад»)
- 1988 год: Demon Palace Babylon (яп. 魔宮バビロン «Вавилон, дворец демона»)[11]
- 2008 год: Demon City Shinjuku: Damashiya Johnny (яп. 騙し屋ジョニー 魔界都市〈新宿〉 «Синдзюку — город-ад: Обманщик Джонни»)[11]

## Манга
По роману издана манга Demon City Hunter (яп. 魔界都市ハンター «Охотник из города-ада») авторства Синъити Хосомы (細馬信一). 17 её томов были изданы в 1986—1989 годах компанией Akita Shoten. В 1991 году было опубликовано однотомное продолжение Demon City Hunter Iden: Maseihai (яп. 魔界都市ハンター異伝 魔聖杯) того же автора, а в 2001—2002 годах — два тома Demon Palace Babylon и два тома Demon City Shinjuku.

## Аниме

### Сюжет
Действие происходит в Токио в недалёком будущем. Злой колдун по имени Леви Ра заключил договор с демонами преисподней: если они дадут ему силу, он подарит им целый мир. Ра победил в сражении своего противника Гэнъитиро Идзаёи. Синдзюку был сломлен мощью преисподней и после катастрофы стал известен как Город-ад, где обитают единицы и которого все избегают. Теперь же работа Леви Ра по открытию врат в мир демонов почти завершена. Однако колдун не знал, что у Гэнъитиро был сын, который унаследовал его способности. После просьбы о помощи от Саяки Рамы, дочери президента, молодой герой Кёя Идзаёи следует за ней в сердце города демонов, обретая новых союзников и смертельных врагов.

### Роли озвучивали
| Актёр             | Роль                  |
| ----------------- | --------------------- |
| Хидэюки Хори      | Кёя Идзаёи            |
| Хироми Цуру       | Саяка Рама            |
| Киёси Кобаяси     | Леви Ра               |
| Кёко Тонгу        | малыш                 |
| Юсаку Яра         | Мефисто               |
| Ариса Андо        | официантка            |
| Асами Мукаидоно   | демон                 |
| Хирохико Какэгава | демон                 |
| Наоки Тацута      | демон                 |
| Кодзи Тотани      | насильник             |
| Дзюнко Хагимори   | девочка               |
| Казуми Танака     | телеведущий           |
| Осаму Сака        | президент Казуми Рама |
| Такэси Аоно       | старуха               |
| Итиро Нагаи       | Мастер Лаи            |
| Бандзё Гинга      | Гэнъитиро Идзаёи      |

### Музыка
Саундтрек за авторством Мотокадзу Синоды не издавался долгое время. Только 16 января 2020 года все композиции из архива Japan Home Video впервые были выпущены на 2 LP лейблом Tiger Lab Vinyl. Для грампластинок осуществлён ремастеринг.

### Выпуск на видео
Аниме сначала вышло на VHS и LaserDisc в 1989 году, а в середине 1990-х годов распространялось в Европе, Северной Америке и Австралии как Monster City, часто продаваясь вместе с Wicked City. В 2000 году появились японские DVD в формате 1,33:1 (4:3) и со звуком Dolby Digital 2.0. Кроме того, существовал комплект, где вместе находились Demon City Shinjuku, Wicked City и «Кибергород Эдо». Американские диски были изданы в 2003 году. Дополнительные материалы включали галерею персонажей и изображений, превью и трейлеры A Wind Named Amnesia и Birdy the Mighty. Следующий выпуск состоялся в 2011 году без особых изменений. В основном это интересно на чисто техническом уровне, поскольку анимационные эффекты превосходят всё остальное. Передача в соотношении 1,33:1 мгновенно раскрывает сущность фильма 1980-х годов, с мягкими тёмными цветами, отсутствием сглаженных рисунков и незначительными проблемами с наложением. Однако издание содержит английскую звуковую дорожку DTS 5.1, которая имеет поразительную глубину и является приличной попыткой улучшения начального уровня, хотя разница не столь значительная. Японский трек 2.0 имеет плохо сведённые диалоги и невероятно слабый во всех отношениях. Субтитры официальные. Дополнениями являются небольшая коллекция раскадровок и оригинальный трейлер.
В 2019 году аниме было выпущено на Blu-ray в Японии фирмой Toei Video. Звук оказался улучшен — DTS-HD Master Audio 5.1 и LPCM 2.0. К диску прилагаются раскадровка на 494 страницах формата B6, а также 164 страницы формата B5.
В 2020 году права на цифровое распространение в США приобрела компания Sentai Filmworks. Показ осуществляет потоковый сервис HIDIVE.
В 2022 году Yamato Video анонсировала итальянское издание, обновлённую версию с качеством телекинопроектора.

## Отзывы и критика
Майкл Тул, редактор сайта Anime News Network, дал Demon City Shinjuku 68 место в списке 100 лучших аниме-фильмов, заметив, что он слишком похож на Wicked City, из-за чего люди часто считают его сиквелом. Но здесь влияние оказал «Побег из Нью-Йорка».
Аниме подверглось критике за предсказуемый сюжет. Рецензент «АниМага» Евгений Кан также замечает, что «бои с монстрами не блещут ни красотой, ни реалистичностью, ни напряжением». Аниме, по его мнению, оказалось недостаточно страшным, а музыкальное сопровождение — неудачным. Напротив, другой критик из того же журнала заметил, что боевик не лишён недостатков, но оценил его достаточно высоко и рекомендовал к просмотру всем поклонникам режиссёра Ёсиаки Кавадзири: «Интересно глянуть, на чем один из лучших аниме-режиссёров, работающих в жанре экшн, набивал руку, перед тем как снять свой главный шедевр „Манускрипт ниндзя“». По мнению New York Times, Demon City Shinjuku хорошо подходит для введения «в основы жанра», рецензент также хвалит выдающуюся анимацию, сопровождающую «безостановочные сцены насилия», вызывающие серьёзное осуждение. Саяка может быть легко принята за Белоснежку, и это нормально для аниме. Хорошие парни сражаются, чтобы спасти планету, против плохих, которые получают заслуженное наказание, иначе «монстры будут править Землёй, и вся наша цивилизация рухнет».
Джонатан Клементс и Хелен Маккарти в своей энциклопедии назвали Demon City Shinjuku бесстрастным и небрежным, по крайней мере, он частично соответствует распространённому мнению, что «все аниме одинаковы». История начинается в яркой красно-синей палитре, столь любимой Кавадзири, а главный герой является точной копией Goku Midnight Eye. Сюжет не отличается от второй части «Уроцукидодзи. Легенда о сверхдемоне». Кадр, где Леви Ра почти раскололся надвое и восстановился, на два года опередил аналогичное изображение в фильме «Терминатор 2: Судный день». Как ни странно, конец разочаровывающий, хотя, возможно, никто и не ожидал слишком многого от рассказа о клоне Бена Кеноби, который говорит Люку Скайуокеру отомстить за «смерть» его отца Энакина с помощью магического меча. Создаётся впечатление, что все участники производства работали на автопилоте, и это чувство не изменилось от вялого английского дубляжа в стиле «Текс-мекс». Классический диалог Manga Entertainment, за который в Великобритании ставили рейтинг 15 и выше: «Я оторву ему голову и засуну её в задницу!».
RPGnet написал, что в конце 1980-х годов Demon City Shinjuku стал последним в линии анимационных готических фильмов ужасов, созданных и выпущенных в Японии. В нём сочетались восточный и западный оккультизм, настоящие и вымышленные технологии и супергероизм боевика, чтобы выделить эту работу на фоне остальных. Он был коротким (80 минут), и это сделало его привлекательным для Sci Fi Channel во время трансляции первого «Фестиваля аниме» в начале 1990-х годов. Demon City Shinjuku получил известность среди фанатов и официальную ролевую игру. Она позволяет легко перенести среду фильма на Wicked City и Doomed Megalopolis или создать оригинальный сценарий.
Сайт THEM Anime дал фильму всего одну звезду из пяти. Demon City Shinjuku — яркое свидетельство того, что отличная анимация и художественное исполнение (начальная битва на мечах между Леви Ра и Гэнъитиро) сами по себе не являются хорошо сделанным аниме. Не подходит для юной аудитории, хотя она, вероятно, не в курсе. Действие постоянно меняется, искусство чистое, демоны наводят ужас. Остальное заставляет задаться вопросом, была ли постановка создана одними и теми же аниматорами. Сюжет имеет дыры в самые ясные моменты. Все персонажи стереотипны, Саяка крайне наивна («Нам не нужно сражаться», «Разве мы не можем просто поладить?»). Английский дубляж наполнен клише и мелодрамой. Саундтрек совершенно не в состоянии передать правильное настроение. Поэтому рекомендуется смотреть «Манускрипт ниндзя».